# Jocs de taula en català

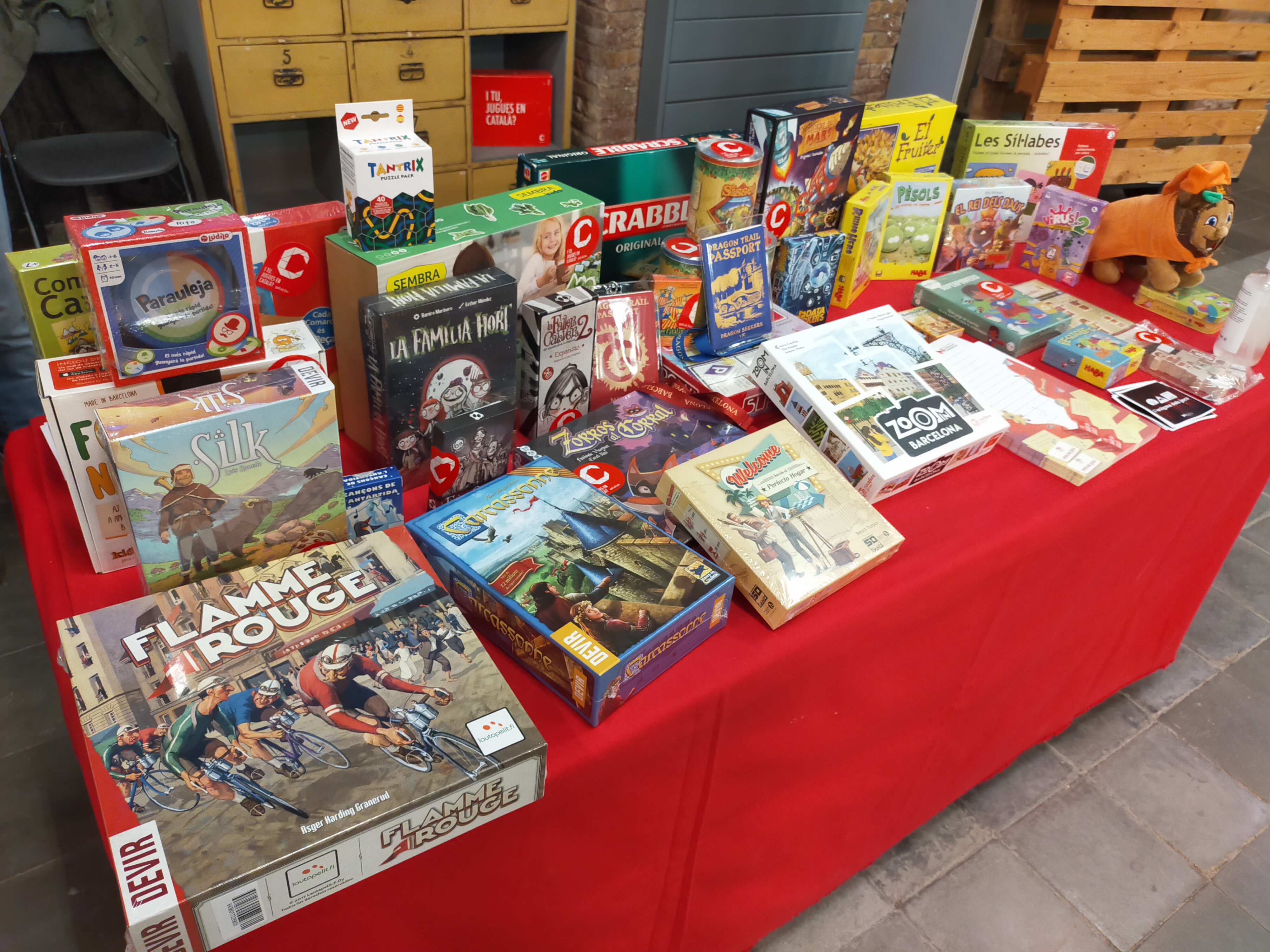
Jocs de taula en català

Els jocs de taula editats en català inclouen tant els originals de dissenyadors catalans com les traduccions i adaptacions de jocs de creadors internacionals. El premi al Millor joc infantil,  familiar o adults editat en català es lliura en el Festival del Joc del Pirineu de la Seu d'Urgell. Devir és el principal editor de jocs de taula en català.
A Catalunya es jugava arreu a jocs de taula, tant en espais públics i privats, habitualment vinculats a les apostes econòmiques, fet que alarmà les autoritats per la conflictivitat que generava, i es va intentar erradicar tipologies de joc, sobretot de daus i cartes. Un dels jocs més populars durant els segles XVII i XVIII era l'auca, nascut possiblement durant el segle XVI a Florència.

## Originals catalans
- 11 de setembre de 1714
- 1714 El cas dels catalans
- 300 fets de llengua
- Alakazum (Enric Aguilar)
- Bacàvia. El joc dels Països Catalans[4] (Joan Pons - 2016)
- Bocamoll
- Cap de colla. El joc de cartes dels castellers
- Castellersǃ[5] (Josep M. Allué i Dani Gómez)
- Crack-It
- El joc de les diades populars (Blai Fontanals)
- El monstre de colors
- Joc de la Música Catalana (Pep Tormos, 2021)[6]
- El joc de TV3
- El niu del cucut (Víktor Bautista i Roca i Josep M. Allué)
- El savi
- Enigmàrius (Màrius Serra i Oriol Comas - 2013)
- Festa Major (2017)
- Gardens (Pere Pau Llistosella)
- Gaudim Barcelona
- Hat Trick (2019)
- La Fallera Calavera[7] (Enric Aguilar - 2014)
- La família Hort
- La puta i la Ramoneta. El joc de la política catalanaǃ (Marc Miquel)
- Luna Capital
- Manresa 1724 (Ferran Renalias i Nasi Muncunill)
- Mascletà (Òscar Garcia - 2016)[8]
- Monstrys (Guanyador de millor Joc Infantil editat en català el 2021)
- Papilio (Mireia Calvet, Marta Garcia i Jordi Martí)
- Patim patam patum (Marià Pitarque i Marc Figueras)
- Pispa
- Planeta Barça (Josep M. Allué i Dani Gómez)
- The Red Cathedral, premi millor joc de taula familiar o adult editat en català (2022)[9]
- Sherlock[10]
- Som i serem
- Verbàlia. El joc (Màrius Serra i Oriol Comas - 2011)
- Victus[11] (Toni Serradesanferm)
- Zoom in Barcelona (Núria Casellas, Eloi Pujadas i Joaquim Vilalta)

## Traduccions o adaptacions
- Emparaulats
- Boletaires (Brent Povis)
- Carcassonne[12] (Klaus-Jürgen Wrede)
- Cartagena (Leo Colovini)
- Codi secret
- Catan[12] (Klaus Teber)
- Cluedo (Anthony E. Pratt - 1944)
- Codi secret (Vlaada Chvátil)
- Dixit: Odissey
- El desert prohibit (Matt Leacock)
- El laberint màgic (Dirk Baumann)
- Fila Filo (Roberto Fraga)
- Inkognito. Un carnaval d'espies a Venècia (Leo Colovini i Alex Randolph)
- Intelect
- La llebre i la tortuga (David Parlett)
- L'illa prohibida[13] (Matt Leacock)
- Love letter (Seiji Kanai)
- Pandèmic (Matt Leacock)
- Scrabble[14] (Alfred Mosher Butts - 1938)
- Stone Age (Michael Tummelhofer)
- Superpoly
- Trivial Pursuit[15] (Scott Abbot i Chris Haney - 1982) La versió en llengua catalana i amb continguts catalans és del 2007
- Yangtze (Christopher Chung)